# Трициклопод

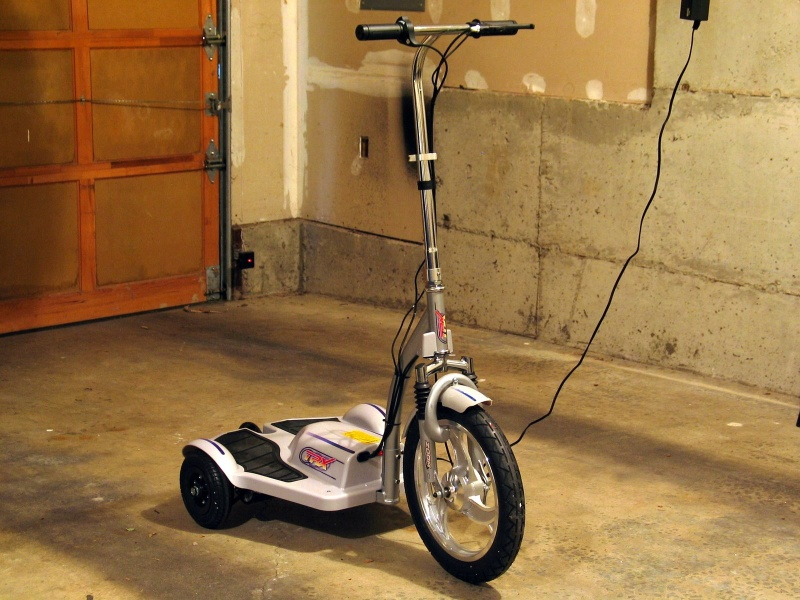
Трициклопод заряжается

Трициклопод — трёхколёсное моторизованное (обычно электрическое) транспортное средство, используемое одним человеком в стоячей позиции. Трициклопод реализует идею безопасного и удобного персонального транспортного средства, аналогичного сегвею. В отличие от двухколёсного, трициклопод стоит сам по себе, без сложного механизма динамической балансировки. Простые модели без коробки передач не приспособлены для крутых подъёмов, однако на ровной поверхности едут сравнительно быстро — от 25 до 40 км/ч. Типичное использование — для коротких местных поездок по ровным городским дорогам и тротуарам, для совершения покупок в гипермаркетах и для патрулирования местности сотрудниками полиции.